# Canton de Loulay
Le canton de Loulay est une ancienne division administrative française située dans le département de la Charente-Maritime et la région Poitou-Charentes.
C'était le canton de la Charente-Maritime qui possédait le plus petit chef-lieu de canton avec seulement 738 habitants.
Il faisait partie des quatre cantons de la Charente-Maritime à compter moins de 5 000 habitants.

## Géographie

### Les contours géographiques
Ce canton situé dans l'arrondissement de Saint-Jean-d'Angély est organisé autour de Loulay, où ce petit chef-lieu de canton occupe une situation géographique centrale.
Confiné dans les marges septentrionales de l'ancienne province de la Saintonge, il appartient à l'arrondissement de Saint-Jean-d'Angély depuis ses origines. À l'est, le canton de Loulay est au contact du canton d'Aulnay, au sud il est limité par le canton de Saint-Jean-d'Angély et au sud-ouest par celui de Tonnay-Boutonne.
Il est limitrophe dans sa bordure septentrionale du département des Deux-Sèvres, et à l'ouest il est contigu à l'arrondissement de Rochefort, où il est limitrophe du canton de Surgères.

### Le cadre physique et naturel
Son altitude varie de 12 m, correspondant à un site de vallée dans la commune de Courant, à 106 m correspondant au sommet d'une haute colline boisée de la Forêt d'Essouvert dans la commune de Lozay. L'altimétrie moyenne pour l'ensemble du canton est de 47 m.
Ce canton est arrosé tout à l'est par la Boutonne, le plus long affluent de rive droite de la Charente, qui s'écoule dans une vallée de plus en plus encaissée en amont de la petite commune de Saint-Pierre-de-l'Isle et à l'entrée du département des Deux-Sèvres dans la commune  de Saint-Séverin-sur-Boutonne.
Au centre et à l'ouest du canton, la Trézence, modeste rivière qui prend sa source au chef-lieu de canton, arrose plusieurs communes avant de rejoindre la Boutonne en amont de Tonnay-Boutonne. C'est le plus long affluent de la Boutonne.
Enfin, au nord-ouest et en limite du département des Deux-Sèvres, le canton est le lieu de source du Mignon qui est le plus long affluent de rive gauche de la Sèvre niortaise et qui naît dans la commune de Dœuil-sur-le-Mignon.
Cette partie septentrionale de la Saintonge correspond à un bas plateau calcaire du Jurassique dont les sols bien amendés et fertilisés l'ont transformé en grand terroir céréalier qui, ayant bénéficié d'un remembrement systématique de ses terres agricoles, lui donne aujourd'hui des allures de « Beauce » vallonnée. Il prolonge à l'est le paysage d'openfield si caractéristique de la plaine de l'Aunis par le canton de Surgères qui présente pratiquement les mêmes paysages naturels que ce canton.

### Une zone de contact
Le canton de Loulay est situé dans une zone de contact entre la Saintonge et le Poitou, qui longtemps furent séparés par une immense forêt servant de frontière naturelle entre ces deux anciennes provinces historiques.
Situé dans une zone de passage très fréquentée, le canton est traversé du nord au sud par l'A10 depuis 1981 mais il n'est pas desservi par un échangeur autoroutier qui aurait pu lui permettre un meilleur désenclavement.
Cependant, la RD150 (ex RN150) qui relie Niort à Saintes via Saint-Jean-d'Angély dessert la partie centrale du canton ainsi que le chef-lieu de canton, Loulay, qui doit en partie son essor à sa position sur cet axe routier, l'un des plus fréquentés de la Charente-Maritime.
De plus, deux axes secondaires le desservent et brisent son enclavement, lui conférant cette position géographique de zone de contact. Ainsi, au nord, le canton fait la jonction entre l'Aunis et le Poitou par la route départementale D115 qui relie Surgères à Aulnay tandis qu'au sud-ouest, le canton est situé sur la route départementale D939 qui relie Surgères à Saint-Jean-d'Angély via la grosse commune rurale de Bernay-Saint-Martin reliant l'Aunis à la Saintonge.
Ce désenclavement a été également favorisé par la desserte ferroviaire où, dès la fin du XIXe siècle, le canton était doté de la voie ferrée reliant Niort à Saintes. Loulay, Vergné et Villeneuve-la-Comtesse sont devenues par la suite des stations ferroviaires, seule la gare de Vergné a fermé.

### Une économie fortement agricole et rurale
Malgré l'importance de ces infrastructures de communication, le canton n'a pas réellement su tirer un réel profit afin de s'engager dans la modernisation de son économie.
Quelques industries subsistent dans le canton (fabrication industrielle de contreplaqués à Loulay, fabrique de meubles de cuisine à Villeneuve-la-Comtesse) qui cependant reste marqué par une très forte ruralité et une économie agricole dominante.

## Histoire
- Ce canton a été reformé en 1800 à la suite de la réunion partielle de l'ancien canton de Lozay et de celui de Loulay.

## Représentation

### Conseillers d'arrondissement (de 1833 à 1940)
| Période                                  | Période      | Identité                    | Étiquette   | Qualité |
| ---------------------------------------- | ------------ | --------------------------- | ----------- | --- |
| 1833                                     | 1845         | Henri Auguste Roy de Loulay |             | Officier d'artillerie en retraite à Loulay                                                                  |
| 1845                                     | 1858         | Jean Benoist                |             | Maire de Dœuil-sur-le-Mignon                                                                                |
|                                          |              |                             |             | |
|                                          | 1884 (décès) | Pierre Martineau            |             | Propriétaire à La Jarrie-Audouin                                                                            |
|                                          |              |                             |             | |
| 1886                                     | 1901         | Émile Leculliez (1835-1916) |             | Propriétaire, négociant en cognac, conseiller municipal de Villeneuve-la-Comtesse                           |
| 1901                                     | 1919         | Lucien Bévin                | Républicain | Maire de Migré                                                                                              |
| 1919                                     | 1924 (décès) | M. Micheau                  |             | |
| 22 juin 1924                             | 1940         | Louis-Isidore Tétron        | Radical     | Notaire, propriétaire à Saint-Martin-de-la-Coudre                                                           |
| 1940                                     |              |                             |             | Les conseils d'arrondissement ont été suspendus par la loi du 12 octobre 1940 et n'ont jamais été réactivés |
| Les données manquantes sont à compléter. |              |                             |             | |

### Conseillers généraux de 1833 à 2015
- De 1833 à 1840, les cantons d'Aulnay et de Loulay avaient le même conseiller général. Le nombre de conseillers généraux était limité à 30 par département.

- De 1840 à 1845, les cantons de Loulay et de Tonnay-Boutonne avaient le même conseiller général[4].

| Période               | Identité                                               | Parti                    | Qualité |
| --------------------- | ------------------------------------------------------ | ------------------------ | --- |
| 1833-1840             | Henri Emmanuel Nestor Perthuis de La Salle (1798-1872) |                          | Propriétaire, maire d'Aunay |
| 1840-1845             | Joseph Honoré Achille Lemoine de Sérigny               |                          | Ancien ingénieur de la Marine, Tonnay-Boutonne |
| 1845-1848             | Henri Auguste Roy de Loulay                            |                          | Ancien capitaine d'artillerie, maire de Loulay, conseiller d'arrondissement                                                                       |
| 1848-1896 (décès)     | Pierre Auguste Roy de Loulay (fils du précédent)       | Bonapartiste             | Avocat à Paris, maire de Saint-Jean-d'Angély Propriétaire du château de Loulay Député (1863-1870, 1871-1876) Sénateur (1876-1885) Maire de Loulay |
| 1896-1898             | Louis Roy de Loulay (fils du précédent)                | Bonapartiste puis Droite | Ancien officier Député (1876-1889 et 1898-1902)                                                                                                   |
| 1898-1903 (démission) | Georges Primet                                         | Républicain              | Médecin, maire de Loulay |
| 1903-1910             | Emile Gravat                                           | Rad.                     | Propriétaire Maire de Villeneuve-la-Comtesse (1890-1919)                                                                                          |
| 1928-1940             | Eugène Boutin                                          | Rad.ind.                 | Propriétaire et commerçant Maire de Loulay |
|                       |                                                        |                          | |
| 1945-1973             | Rémi Malveau                                           | Rad.                     | Négociant Maire de Loulay |
| 1973-1979             | Lucette Guillon-Boucard                                | DVD puis RPR             | Maire de Dœuil-sur-le-Mignon |
| 1979-1985 (décès)     | Roland Coussot (1918-1985)                             | PS                       | Maire de Saint-Félix (1977-1985), ancien résistant                                                                                                |
| 1985-1998             | Camille Furgier (1931-2022)                            | PS                       | Maire de Loulay (1977-2001) |
| 1998-2015             | Jean-Marie Roustit                                     | DVD                      | Orthopédiste-orthésiste Conseiller municipal de Loulay                                                                                            |

## Composition
Le canton de Loulay regroupait quinze communes et comptait 4 863 habitants (recensement de 2006 sans doubles comptes). Sa population est devenue stable depuis le recensement de 1999 où le canton gagne 6 habitants dans la période 1999-2006.
| Communes                   | Population (2012) | Code postal | Code Insee |
| -------------------------- | ----------------- | ----------- | ---------- |
| Bernay-Saint-Martin        | 713               | 17330       | 17043      |
| Coivert                    | 228               | 17330       | 17114      |
| Courant                    | 337               | 17330       | 17124      |
| La Croix-Comtesse          | 167               | 17330       | 17137      |
| Dœuil-sur-le-Mignon        | 325               | 17330       | 17139      |
| La Jarrie-Audouin          | 254               | 17330       | 17195      |
| Loulay                     | 738               | 17330       | 17211      |
| Lozay                      | 163               | 17330       | 17213      |
| Migré                      | 333               | 17330       | 17234      |
| Saint-Félix                | 288               | 17330       | 17327      |
| Saint-Martial              | 119               | 17330       | 17361      |
| Saint-Pierre-de-l'Isle     | 234               | 17330       | 17384      |
| Saint-Séverin-sur-Boutonne | 122               | 17330       | 17401      |
| Vergné                     | 152               | 17330       | 17464      |
| Villeneuve-la-Comtesse     | 690               | 17330       | 17474      |

## Démographie
| 1962  | 1968  | 1975  | 1982  | 1990  | 1999  | 2006  | 2011  | 2012  |
| ----- | ----- | ----- | ----- | ----- | ----- | ----- | ----- | ----- |
| 6 249 | 5 943 | 5 205 | 5 095 | 4 959 | 4 857 | 4 863 | 5 241 | 5 277 |

### Un canton longtemps frappé par l'exode rural
Ce canton fortement rural a enregistré une baisse démographique continuelle de 1962 à 1999, étant marqué à la fois par le phénomène de l'exode rural et celui du vieillissement de la population (plus de 2 personnes sur 5 ont plus de 65 ans).
Ce n'est qu'entre 1999 et 2006 que la chute démographique a pu être enrayée, grâce en partie à un solde migratoire positif imputable au retour au pays des habitants désirant passer leur retraite dans leur village d'origine. Cependant, il accuse une perte démographique sévère, car en un plus d'une quarantaine d'années, la baisse de population est de - 28,5 % (- 1 386 habitants entre 1962 et 2006), ce qui est considérable.
Il s'agit d'un des cantons les moins peuplés de la Charente-Maritime et sa densité de population est trois fois moins élevée que celle du département (28 hab/km2 contre 87 hab/km2). C'est un canton rural par excellence où aucune commune ne dépasse le millier d'habitants, seules trois d'entre elles ont plus de 500 habitants (Loulay, le plus petit chef-lieu de canton de la Charente-Maritime, Bernay-Saint-Martin et Villeneuve-la-Comtesse).

### Un canton résidentiel potentiellement attractif
Éloigné de tout grand centre urbain, le canton de Loulay est cependant devenu un espace résidentiel potentiellement attractif pour les personnes travaillant à Surgères ou à Saint-Jean-d'Angély où quelques communes bénéficient d'une croissance démographique grâce à leur relative proximité (moins de 20 km) de ces deux petites villes.
Cette attraction est visible notamment pour la commune de Courant, située sur la route de Saint-Jean-d'Angély à quatorze kilomètres du chef-lieu d'arrondissement, ou pour les communes de Bernay-Saint-Martin, Saint-Félix ou Migré, toutes situées à moins de 20 km de Surgères, dont l'influence s'y fait nettement ressentir.
Le canton, marqué par une très forte ruralité, veut développer la villégiature de personnes âgées, déjà des résidences pour personnes retraitées se sont établies à Loulay et à Saint-Pierre-de-l'Isle et un projet ambitieux d'implantation d'un grand village pour retraités est envisagé entre Dœuil-sur-le-Mignon et Migré.